# Ectomychus deformis
Ectomychus deformis is een keversoort uit de familie zwamkevers (Endomychidae). De wetenschappelijke naam van de soort werd in 1952 gepubliceerd door Strohecker.